# Ulmerophlebia
Ulmerophlebia is een geslacht van haften (Ephemeroptera) uit de familie Leptophlebiidae. Met de naam wordt de Duitse entomoloog Georg Ulmer geëerd.

## Soorten
Het geslacht Ulmerophlebia omvat de volgende soorten:
- Ulmerophlebia annulata
- Ulmerophlebia mjobergi
- Ulmerophlebia pipinna
- Ulmerophlebia spadix
- Ulmerophlebia succinea
- Ulmerophlebia variegata